# Cerithium scabridum
Cerithium scabridum là một loài ốc biển, là động vật thân mềm chân bụng sống ở biển thuộc họ Cerithiidae.

## Miêu tả
Loài này có kích thước giữa 10 mm và 25 mm

## Phân bố
Chúng phân bố ở Biển Đỏ, Vịnh Ba Tư, Biển Arabian và Địa Trung Hải